# Hochstett
Hochstett (Heestett in alsaziano) è un comune francese di 396 abitanti situato nel dipartimento del Basso Reno nella regione del Grand Est.

## Società

### Evoluzione demografica
Abitanti censiti